# オール・セインツ (アンティグア・バーブーダ)
オール・セインツ（英語: All Saints）は、アンティグア・バーブーダの都市。行政区画ではセント・ジョン教区、セント・ピーター教区、セント・ポール教区の3教区にまたがっており、3教区の境界が1点に集中した地点が市内に存在する。アンティグア島の中心部に位置し、3教区から伸びる道路の交点があることから交通の要衝として知られる。人口は3,900人（2001年）で、国内では首都のセントジョンズに次いで多い。

## 交通
- ジョナス・ロード（Jonas Road）：北のパラム（セント・ピーター教区）と南のイングリッシュ・ハーバー（セント・ポール教区）を結ぶ。
- オール・セインツ・ロード（All Saints Road）：西のセントジョンズ（セント・ジョン教区）とオール・セインツを結ぶ。